# Pennatuloidea
Pennatulacea · Pennatules, plumes de mer
Super-famille
Les Pennatuloidea sont une super-famille (anciennement ordre des Pennatulacea) d'animaux cnidaires coloniaux marins, de l'ordre des anthozoaires appelés communément Pennatules ou plumes de mer. Le groupe compte une quinzaine de familles. Ces espèces sont semble-t-il présentes dans toutes les mers tropicales et tempérées, parfois à de grandes profondeurs.
Ce sont les seuls Octocorallia dont le mode de vie n'est pas complètement sessile. L'animal est ancré dans le substrat meuble par un pied charnu, et peut être déplacé. Certains taxons sont bioluminescents.

## Caractéristiques physiques
Les pennatules se distinguent au sein des octocorallia par leur morphologie constituée d'un seul gros polype principal (autozoïde). Il s'ancre dans le sol via un muscle présent à l'extrémité de son pied. La zone distale, nommée rachis, comporte un certain nombre de polypes secondaires (siphonozoïdes). Leurs spicules ont des formes peu variées, généralement des étoiles lisses à trois branches, plus rarement des ovales ou des plaques de forme irrégulière.

## Liste des familles
| Selon World Register of Marine Species (31 décembre 2022) : - famille Anthoptilidae Kölliker, 1880 - famille Balticinidae Balss, 1910 - famille Chunellidae Kükenthal, 1902 - famille Echinoptilidae Hubrecht, 1885 - famille Funiculinidae Gray, 1870 - famille Gyrophyllidae López-González,Drewery & Williams, 2022 - famille Kophobelemnidae Gray, 1860 - famille Pennatulidae Ehrenberg, 1834 - famille Protoptilidae Kölliker, 1872 - famille Pseudumbellulidae López-González in López-González & Drewery, 2022 - famille Renillidae Gray, 1870 - famille Scleroptilidae Jungersen, 1904 - famille Stachyptilidae Kölliker, 1880 - famille Umbellulidae Kölliker, 1880 - famille Veretillidae Herklots, 1858 - famille Virgulariidae Verrill, 1868 | Ancienne classification : - sous-ordre Sessiliflorae Kuekenthal, 1915 - famille Anthoptilidae Kölliker, 1880 - famille Chunellidae Kükenthal, 1902 - famille Echinoptilidae Hubrecht, 1885 - famille Funiculinidae Gray, 1870 - famille Kophobelemnidae Gray, 1860 - famille Protoptilidae Kölliker, 1872 - famille Renillidae Gray, 1870 - famille Scleroptilidae Jungersen, 1904 - famille Stachyptilidae Kölliker, 1880 - famille Umbellulidae Kölliker, 1880 - famille Veretillidae Herklots, 1858 - sous-ordre Subselliflorae - famille Balticinidae Balss, 1910 - famille Pennatulidae Ehrenberg, 1834 - famille Virgulariidae Verrill, 1868 |

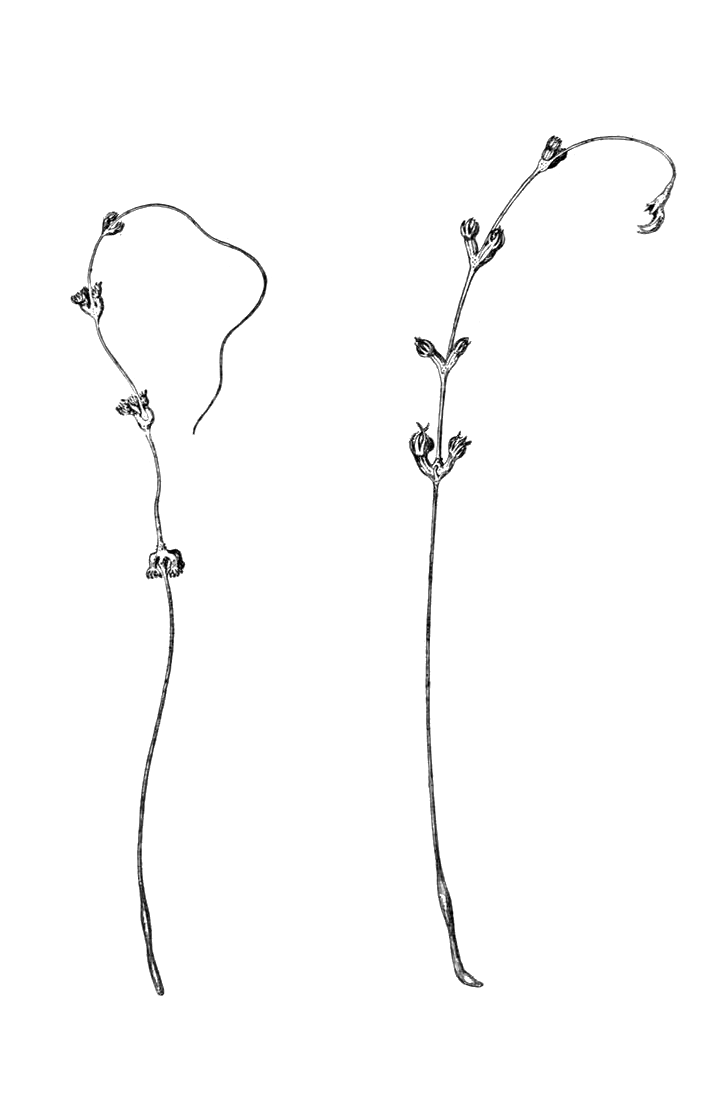
Deux Chunellidae.
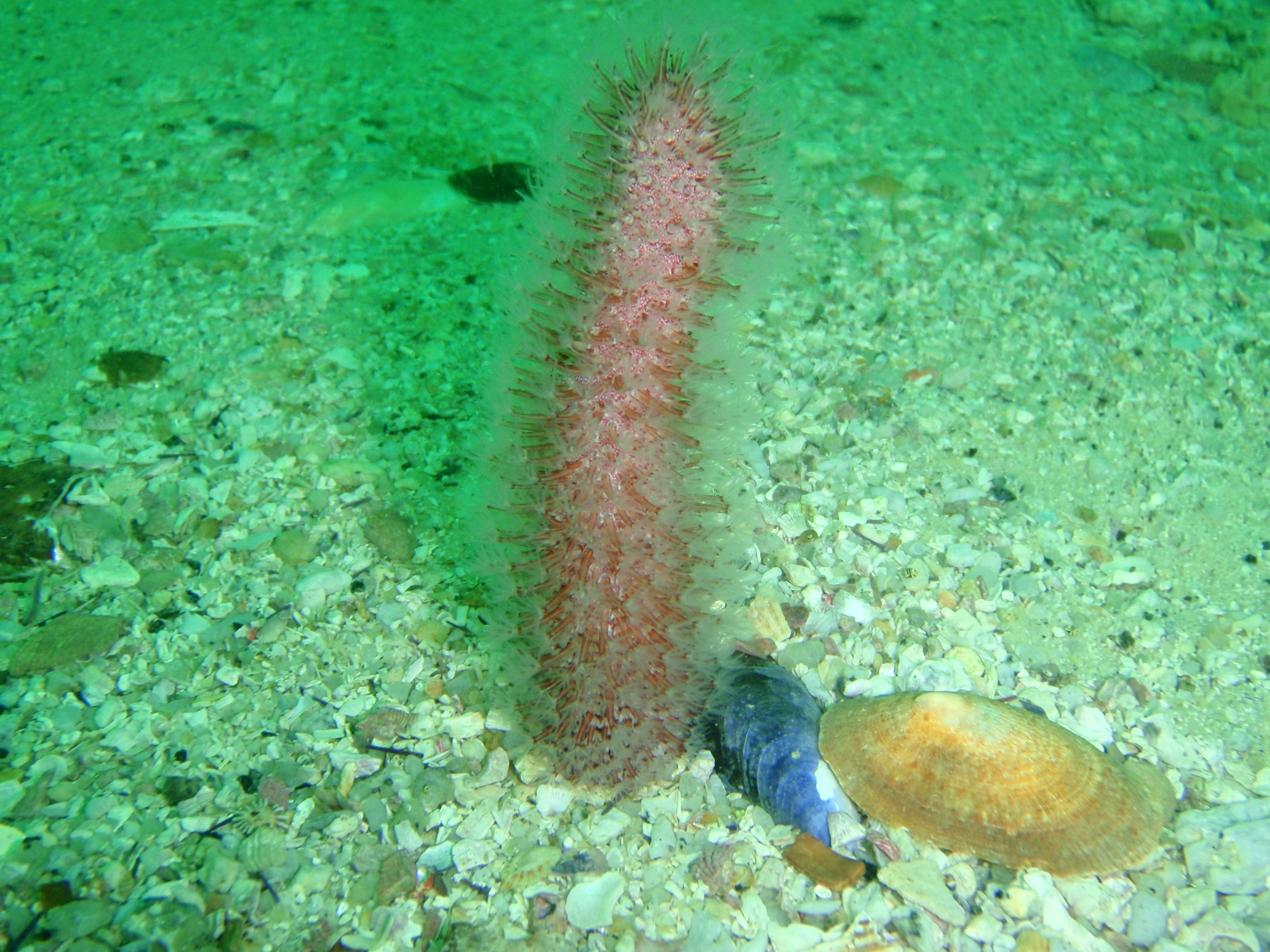
Actinoptilum molle (Echinoptilidae).
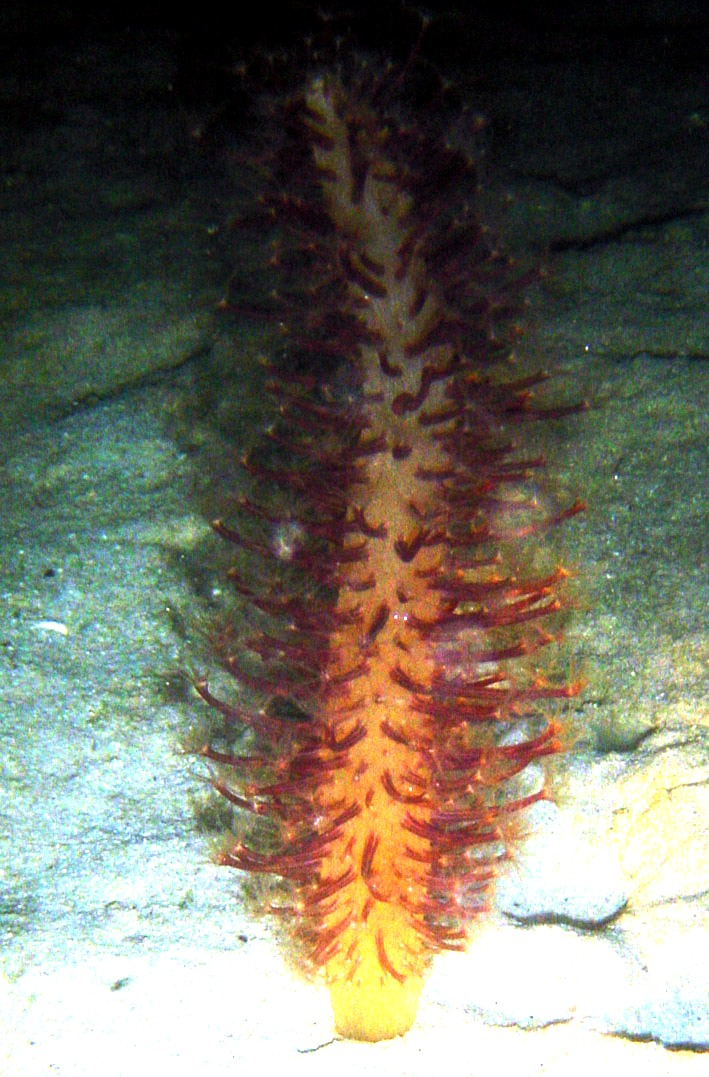
Sclerobelemnon sp. (Kophobelemnidae).
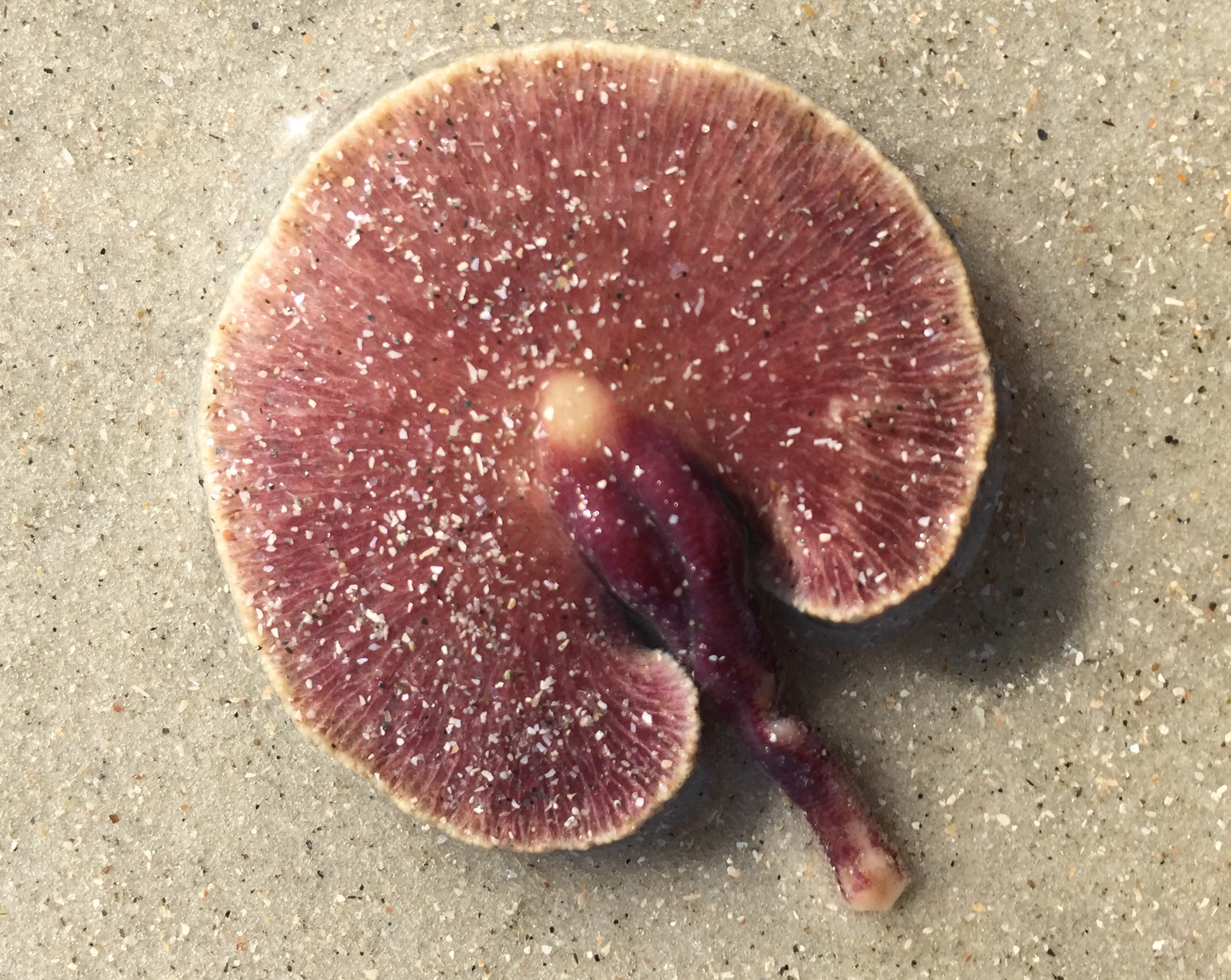
Renilla reniformis (Renillidae).
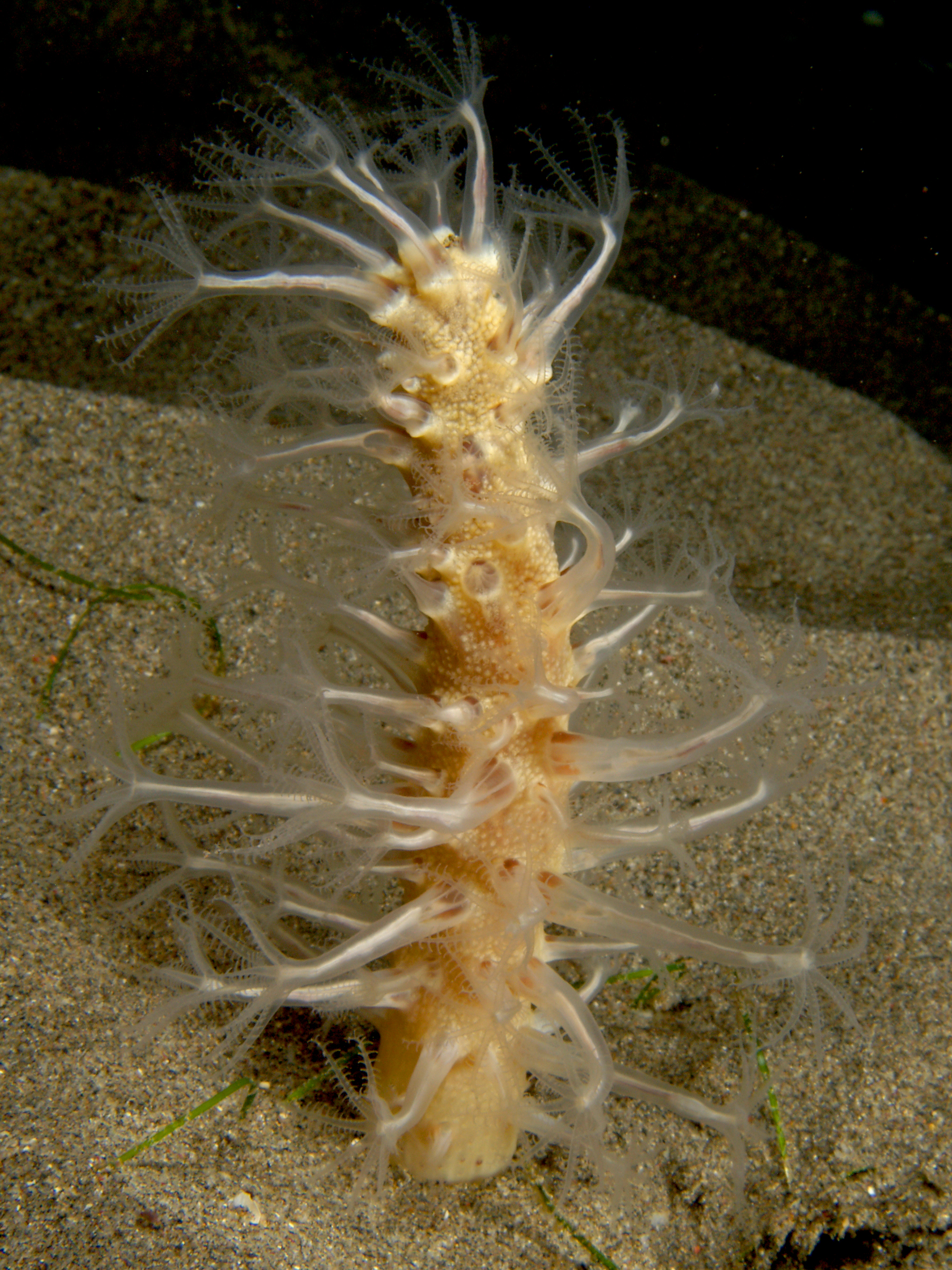
Veretillum sp. (Veretillidae).
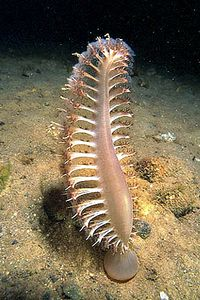
Pennatula phosphorea (Pennatulidae).
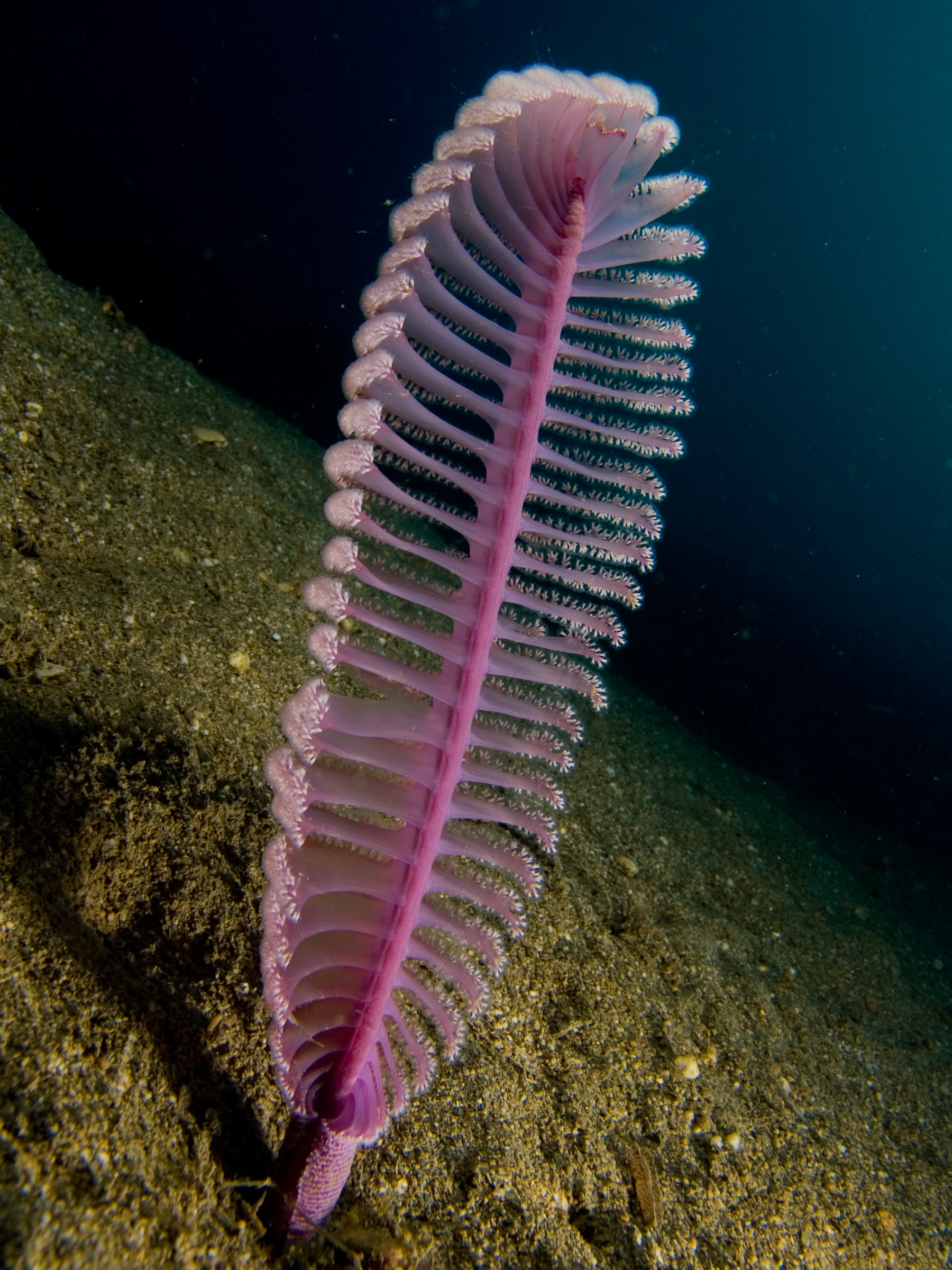
Virgularia sp. (Virgulariidae).

## Systématique
Le nom valide complet (avec auteur) de ce taxon est Pennatuloidea McFadden (d), van Ofwegen (d) & Quattrini (d), 2022,.

## Publication originale
- (en) Catherine S. McFadden, Leen P. van Ofwegen et Andrea M. Quattrini, « Revisionary systematics of Octocorallia (Cnidaria: Anthozoa) guided by phylogenomics », Bulletin of the Society of Systematic Biologists, États-Unis, vol. 1, no 3 (8735),‎ 14 octobre 2022, p. 1-79 (e-ISSN 2768-0819, DOI 10.18061/bssb.v1i3.8735, lire en ligne, consulté le 21 février 2024).